# KBE 95–96
Die normalspurigen Tenderlokomotiven KBE 95–96 der Köln-Bonner Eisenbahnen (KBE) waren Dampflokomotiven für den leichten Personenzugdienst und wurden von Krupp 1935 sowie 1936 gebaut. Die Fahrzeuge haben zu ihrer Indienststellung die Bezeichnung 90 und 91 getragen, wurden aber nach dem Bau der Lokomotive 90 aus der Serie 81–90 in 95–96 umbezeichnet. Die Lokomotiven waren bis Anfang der 1960er Jahre in Betrieb und wurden bis 1964 ausgemustert sowie verschrottet.

## Geschichte
Die Lokomotiven sind ebenso wie die WLE 0031–0035 unter dem Einfluss der Baureihe 64 entstanden und wurden benötigt, da der KBE auf der Bahnstrecke Köln-Sülz–Berrenrath eine wirtschaftliche Dampflokomotive für den Personenzugdienst fehlte. Die Maschine entstand, nachdem Krupp für die Braunschweigische Landes-Eisenbahn-Gesellschaft 1935 auch 1’C1’-Tenderlokomotiven entwickelt und ausgeliefert hatte. Die 1935 und 1936 an die KBE von Krupp ausgelieferten Maschinen waren vom Kessel und den Aufbauten her in etwa gleich, vom Rahmen her unterschieden sie sich.
Die Lokomotiven besaßen hochgelegte, als Fledermausohren bezeichnete Windleitbleche. Die Lokomotiven galten als sehr laufruhig und wurden hauptsächlich auf der Strecke Köln-Sülz–Berrenrath (Schwarzen Bahn) nach Berrenrath eingesetzt. 1958/1959 wurden sie von Diesellokomotiven abgelöst und bis Anfang der 1960 für Gelegenheitsarbeiten eingesetzt. Lok 95 wurde 1961 ausgemustert und verschrottet, die Lok 96 folgte ihr 1964.

## Konstruktion
In der Grundvariante entsprachen beide Lokomotiven mit Kreuzkopf, Lagerung, Schwingenträger und Armaturen der Einheitsbauart der der Baureihe 64 der Deutschen Reichsbahn.
Der leistungsfähige Kessel besaß einen Planrost, Überhitzer Bauart Schmidt, zwei Injektoren, Sicherheitsventile Bauart Coale, tiefliegendes Blasrohr und Einheits-Dampfentnahmestutzen. Die Dampfmaschine war mit Heusinger-Steuerung und Kuhnscher Schleife ausgerüstet.
Die Laufachsen waren als Bisselgestell ausgeführt. Die Kuppelachsen lagen fest im Rahmen, die mittlere Treibachse war im Spurkranz geschwächt. Die Treibstange war recht kurz gefertigt was im hohen Geschwindigkeitsbereich zu Zuckbewegungen führte.
Der Barrenrahmen hatte einen hinten angeschuhten Blechrahmen. Die Wasservorräte wurden in langen seitlichen Kästen und einem dritten Behälter unter dem Kohlenkasten mitgeführt. Beide Lokomotiven hatten eine Druckluftbremse sowie eine elektrische Beleuchtung mit Turbogenerator.